# Papiro 39

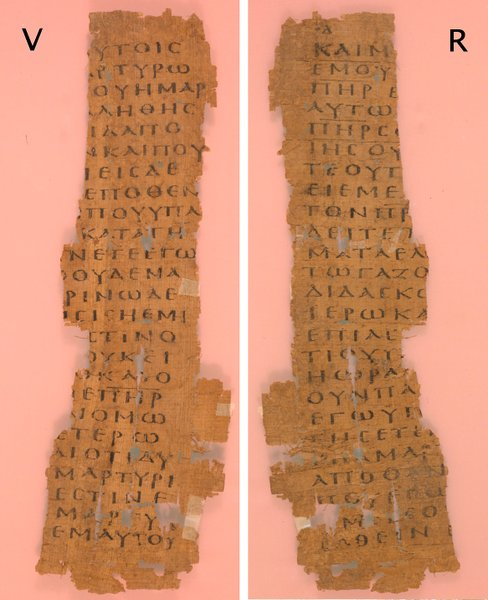
El ^{39} contiene Juan 8:14-22

El Papiro 39 (en la numeración Gregory-Aland), designado como {\displaystyle {\mathfrak {P}}}39, es una copia antigua del Nuevo Testamento en griego koiné. Es un manuscrito en papiro del Evangelio según Juan, contiene únicamente Juan 8:14-22. El manuscrito ha sido asignado paleográficamente al siglo III. 

## Descripción
Sólo se conservan fragmentos del códice del texto del Evangelio según Juan 8,14-22 (una gran parte de las cartas están destruidas). Probablemente el códice original contenía todo el Evangelio Según Juan, como parte de la página anverso aparece el número de página οδ (74). El tamaño original de cada hoja tenía un tamaño de 26 por 16 cm (25,6 a 8). El texto está escrito en una columna por página, en 25 líneas por página. Las páginas están numeradas. Según Comfort el manuscrito fue hecho por un escriba profesional, en letras grandes y hermosas.
Utiliza las abreviaturas (ΠΗΡ, ΠΡΑ, ΙΗΣ) para los nombres sagrados.

## Texto
El texto griego de este códice es una representación del tipo textual alejandrino (protoalejandrino). Aland lo describió como un "texto cercano" y lo ubicó en la Categoría I. Según Grenfell y Hunt textualmente es muy cercano al Códice Vaticano. Sin embargo, según Schofield, es una compilación completa del Códice Vaticano. Esto fue confirmado por Comfort, después de descubrir el {\displaystyle {\mathfrak {P}}}75. El {\displaystyle {\mathfrak {P}}}39 muestra coincidencias con el Códice Vaticano y el {\displaystyle {\mathfrak {P}}}75. El texto no tiene lecturas singulares ni variantes.

## Historia
Aland lo fechó al siglo III, Comfort a la primera mitad del siglo III. El manuscrito fue descubierto en Oxirrinco por Grenfell y Hunt, que publicaron el texto en 1922. En la lista de manuscritos encontrados en Oxirrinco se nombró como el 1780. Ernst von Dobschütz lo puso en la lista de los manuscritos del Nuevo Testamento, en el grupo de los papiros, dándole el número 39. En 1924 fue transferido al Crozer Theological Seminary Baptist (debido a la financiación de Oxirrinco). En 1980, Crozer Seminary se unió con el Colgate Ecumenical Theological Seminary en Rochester. En 2003 se exhibió en Ambrose Swasey Library (Inv. 8864) en Rochester. El 20 de junio de 2003 se vendió por 400.000 dólares, que es el precio más alto pagado en la historia por un texto cristiano en subasta pública. En 2004 se exhibió en varios museos americanos. Actualmente se exhibe en Nueva York Artists Right Society, Inc.., 536 Broadway, 5o. Piso).
El manuscrito fue examinado por varios paleógrafos, como: Schofield, Guglielmo Cavallo, Jaroš, Comfort y Barrett.
El manuscrito reside ahora en la Colección Green y se presenta en su exposición itinerante en todo el mundo. Passages.

## Lectura adicional
- Grenfell & A. S. Hunt, Oxyrhynchus Papyri XV, 1922, pp. 7-8.